# Bulbophyllum pervillei
Bulbophyllum pervillei là một loài phong lan thuộc chi Bulbophyllum.